# Zalányi Gyula
Zalányi Gyula  (Szabéd, 1950. december 9. –) magyar színész, főiskolai tanár.

## Életpályája
Romániában, Szabéden született 1950. december 9-én. A marosvásárhelyi Szentgyörgyi István Színművészeti Főiskolán 1973-ban kapott színészi diplomát. Pályáját a Nagyváradi Állami Színházban kezdte, 1977-ben a Marosvásárhelyi Nemzeti Színházhoz szerződött. 1978 és 1987 között a Szentgyörgyi István Színművészeti Főiskola tanára volt. 1988-tól 2008-ig a zalaegerszegi Hevesi Sándor Színház társulatának tagja volt. Ezután szabadfoglalkozásúként dolgozott többek között a Csiky Gergely Színházban, a Soproni Petőfi Színházban és Miskolcon, a Miskolci Nemzeti Színházban és a Csodamalom Bábszínházban. A színészi munkája mellett rendezéssel is foglalkozik.

## Fontosabb színházi szerepei
- William Shakespeare: Hamlet... Hamlet
- William Shakespeare: III. Richárd... György (Clarence hercege, Richárd bátyja)
- William Shakespeare: Lear király... Cornwall hercege, Regan férje
- Molière: Nők iskolája... Chrysalde
- Friedrich Schiller: Don Carlos... Posa márki
- Friedrich Schiller: Az orleansi szűz... Érsek
- Nyikolaj Vasziljevics Gogol: A revizor... Zemljanyika (főgondnok)
- Anton Pavlovics Csehov: Ványa bácsi... Szerebjakov (Ványa bácsi)
- Fjodor Mihajlovics Dosztojevszkij: Ördögök... Tanár
- Makszim Gorkij: Éjjeli menedékhely... Mankó
- Mihail Afanaszjevics Bulgakov: Zojka lakása... Oboljanikov
- Mihail Afanaszjevics Bulgakov: Kutyaszív... Peobrazsenszkij
- Stendhal: Vörös és fekete... Ügyész
- Arthur Miller: Pillantás a hídról... Alfieri; Rodolpho
- Arthur Miller: A salemi boszorkányok... Danforth főbíró
- George Bernard Shaw: Az orvos dilemmája... Louis Dubedar
- Bertolt Brecht – Kurt Weill: Koldusopera... Tigris Brown (rendőrfőnök)
- Friedrich Dürrenmatt: Az öreg hölgy látogatása... Rendőr
- Edward Albee: Zoo story (Állatkerti történet)... Péter
- Peter Shaffer: Komédia a sötétben... Melkett Ezredes
- Ken Kesey – Dale Wasserman: Kakukkfészek... dr. Spivey
- Ion Luca Caragiale: Az elveszett levél... Catavencu
- Stephen Poliakoff: Cukorgyáros... Discjockey
- Vaszilij Szigarjev: Guppi... szereplő
- Reginald Rose: Tizenkét dühös ember... 9. esküdt
- Jaroslav Hašek: Svejk... Lukas főorvos hadnagy
- Frank Wedekind: A tavasz ébredése... Gábor úr
- Katona József: Bánk bán... Ottó
- Szigligeti Ede: Liliomfi... Liliomfi
- Molnár Ferenc: Liliom... Linzmann
- Heltai Jenő: A néma levente... Galeotto Marzio
- Móricz Zsigmond: Úri muri... Lekenczey Muki
- Barta Lajos: Szerelem... Komoróczy
- Székely János: Caligula helytartója... Petronius
- Háy János: A gézagyerek... Szomszéd férfi
- Zágon István – Nóti Károly – Eisemann Mihály: Hyppolit, a lakáj... Makáts (főtanácsos)
- Huszka Jenő: Mária főhadnagy... Kossuth Lajos

## Rendezéseiből
- Bornemisza Péter: Tragédia magyar nyelven, az Sophocles Electrájából (Stúdió Színház Marosvásárhely)
- Csukás István – Bergendy István: Süsü, a sárkány (Miskolci Csodamalom Bábszínház)
- Csizmás kandúr (Miskolci Csodamalom Bábszínház)
- A három kismalac (Miskolci Csodamalom Bábszínház)

## Filmek, tv
- Császár és komédiás (1989)
- Frici, a vállalkozó szellem (sorozat)

–  21. és 26. rész  (1993).... Telepesi Béla
- Ábel Amerikában (1998)
- Komédiások – Színház az egész... (sorozat)

– 8. rész (2000)
- Konyec – Az utolsó csekk a pohárban (2007)
- Kaméleon (2008)
- Fapad (sorozat)

– Lánykérés (2015).... Kandl Pál
- Veszettek (2015).... Sas Béla